# Filmproducenternas Rättighetsförening
Filmproducenternas Rättighetsförening, FRF, företräder sedan 1998 svenska film- och TV-producenter ifråga om inkassering och distribution av ersättning för samtidig och oförändrad spridning av TV-program i kabelnät. Systerföreningen FRF-Video svarar för samma uppgift gällande ersättning för privatkopiering. Kansliet finns i Filmhuset i Stockholm, man samarbetar internationellt med Agicoa i Genève och med Eurocopya i Paris.